# Tjiubang
En tjiubang är ett rör som används för rökning av marijuana eller hasch. Röret kan göras av olika material såsom bambu, akrylplast eller glas. Långt ut på röret sitter en kopp som fylls med marijuana eller hasch.
En tjiubang rökes med munnen mot ena sidan av röret och en hand för hålet på "koppsidan" och tändes med den lediga handen. Blosset intages rakt ner i lungorna.